# Pallacanestro alla XXVIII Universiade
Il torneo di pallacanestro della XXVIII Universiade si è svolto a Gwangju, Corea del Sud, dal 4 al 13 luglio 2015. Al torneo maschile hanno partecipato 24 squadre, a quello femminile 16.

## Medagliere
| Posizione | Paese       |   |   |   | Totale |
| --------- | ----------- | - | - | - | ------ |
| 1         | Stati Uniti | 2 | 0 | 0 | 2      |
| 2         | Canada      | 0 | 1 | 0 | 1      |
| 2         | Germania    | 0 | 1 | 0 | 1      |
| 4         | Russia      | 0 | 0 | 2 | 2      |
| Totale    | Totale      | 2 | 2 | 2 | 6      |